# Audrius Rubežius
Audrius Rubežius (Klaipėda, 29 giugno 1966) è un tenore lituano che ha lavorato con il Teatro dell'opera nazionale lituana.

## Biografia
Ha studiato al Conservatorio Stasys Šimkus di Klaipėda e all'Accademia Lituana di Musica e Teatro di Vilnius. Nel 1996 ha vinto i concorsi per cantanti Beatričė Grincevičiūtė e Kazimieras Banaitis. Per l'interpretazione del ruolo di Belmonte in Il ratto dal serraglio di Mozart Rubežius ha ricevuto il premio Kristoforas dall'Associazione lituana di teatro e cinema.